# Аод ан Макаоим Тоинлеас
Аэд ин Макаэм Тоинлекс или Аод ан Макаоим Тоинлеас (? — 1177) — правитель Тулаха Ока и Тир Эогайна (ок. 1167—1177). Он был первым из своей семьи, сыгравшим значительную роль в политике Северной Ирландии, после смерти Муйрхертаха Мак Лохлейнна, короля Тир Эогайна и верховного короля Ирландии.
С помощью Доннхада Уа Кербайла, короля Айргиаллы, Аэд смог сам стать королем Тир Эогайна, хотя большую часть времени ему приходилось делить эту должность с Мак Лохлайнном. Аэд частично закрепил свою власть, подчинившись верховному королю Ирландии и королю Коннахта Руайдри Уа Конхобайру. Будучи одним из главных вассалов последнего, он участвовал в первых этапах сопротивления англо-норманнскому вторжению в Ирландию.

## Ранние годы
Аэд, как утверждается, был сыном дворянина по имени Муйрхертах из семьи Уа Нейл, которая исчезла в конце XI века. Сообщают, что Аэд воспитывался среди родичей рода Uí Thuirtre из Айргиаллы, к северу от Лох-Ней. Леабхар Эоганах в XVI веке сообщал, что он был воспитан Уа Флайнном (О’Лином), вождем Uí Thuirtre, но есть признаки того, что это могло быть с Ua hUrthuile (О’Харли), более младшим дворянином Uí Thuirtre.
В 1160 году Муйрхертах был убит в битве при Маг-Лугаде, якобы «невинно» убитый Лохланом Мак-Лохлайнном, родственником короля Тир Эогайна и верховного короля Ирландии Муйрхертаха Мак Лохлайнна. Лохланн Мак Лохлайнн подавлял восстание Домналла Уа Гейрмледея (О’Гормли) и Кенел Моэн, группы, жившей к югу от современного Страбана. Именно в отместку за это сын убитого Муйрхертаха — либо сам Эд, либо его брат — убил Лохланна Мак-Лохлайнна.
Последствия этого убийства неясны, но в 1166 году после ослепления короля Улада Эохайда Мак Дуинн Слейбе Мак Лохлайннам пришлось бороться с восстанием в Айргиалле, Брейфне и Южном Тир Эогайне. Муйрхертах Мак Лохлайнн был оставлен большинством своих людей и убит . Согласно Книге Маккарти, приёмный отец ослепленного Эохайда, король Айргиаллы Доннхад Уа Кербайл, отправился в окрестности Данганнона, и Аэд был провозглашен королем Тир Эогайна.

## Правление
Аэд, или его потомки, утверждают, что он был старшим представителем клана Уи Нейлл в Тир Эогайне, родственной группы, претендующей на происхождение от верховного короля Ирландии Ниалла Глундуба (870—919) . В течение более чем столетия Уи Нейллы Тир Эогайна были затмеваемы родственной им группой Мак Лохлайнн, сосредоточенной на Инишоуэне. Последние утверждали, что происходят от Домналла Дабайла, брата Ниалла (разделяя с ним Аэда Финдлиата в качестве отца), и, таким образом, были родственниками. Доминирование группы Мак Лохлайнн с 1053 по 1166 год привело к тому, что Уа Нейл исчез из источников, и даже центр Уи Нейллов Тулах Ок был потерян для них. Династия Уи Бриайн была зафиксирована в конце 1070-х годов, когда они правили Тулахом, возможно, в результате усилий Мак Лохлайнна разорвать связи Уи Нейлов. После 1080-х годов семья исчезла, что привело к неопределенности среди ирландских ученых относительно фактического происхождения Эда. Неясно, в какой момент он или его потомки приняли дремлющую фамилию — О’Нейлл, или какое право они имели это делать.
Процесс свержения господства клана Мак Лохлайнно в Тир Эогайне был начат Аэдом, который имел прозвище — Macáem Tóinlesc, «ленивый парень». Леабхар Эоганах в XVI веке утверждал, что он получил это прозвище, отказавшись предстать перед Муйрхертахом Мак Лохлайнном, верховным королем Ирландии, когда тот посетил приемного отца Аэда.
Провозгласив себя королем, Аэд все же должен был победить сыновей Муйрхертаха, включая наследника Ниалла Мак Лохлайнна. В 1167 году новый верховный король Ирландии и король Коннахта Руайдри Уа Конхобайр, вступил в Тир Эогайн и разделил королевство на две части. Ниалл Мак Лохлайнн получил земли к северу от горы Слив-Галлион, а Аэд — остальные земли. Оба короля дали Руайдри заложников. В следующем 1168 году Нилл Мак Лохлайнн и Аэд ан Макаоим в сопровождении аббата Дерри посетили верховного короля Руайдри в Атлоне и получили подарки.
С 1169 года англо-норманны начали вторгаться в Ирландию, подрывая контроль Руайдри Уа Конхобайра над большей частью своей территории. Согласно Chanson de Dermot et du Comte («Песнь о Дермоте и графе»), в 1174 году Аэд привел 3-тысячный контингент для осады Руайдри Трима (удерживаемого Хью де Лейси). Подробности неясны, но в книге Маккарти говорится, что в 1171 году Аэд был правителем Тир Эогейна и всего Ольстера. Тем не менее, в 1170-х годах Ниалл (? — 1176) и его братья Конхобар (? — 1170) и Маэль Сехлайн (? — 1185) все записаны претендующими на престол Тир Эогайна в порядке преемственности. Аэд, вероятно, сам занимал королевский престол с 1170 по 1174 год, но потерял его после своей смерти.
Аэд был убит Маэлем Сехлайном Мак Лохлайнном в 1177 году. Записывая смерть Эда, Анналы Ольстера отмечают, что Эд был «королем Кенел Эогайна на некоторое время и королевским наследником всей Ирландии». В год его смерти англо-нормандский феодал Джон де Курси завоевывал большую часть Ольстера к востоку от реки Банн. После двух десятилетий потрясений сын Эда Аод Мейт смог стать королем Тир Эогайна и править в течение трех десятилетий.